# Adam und Eva (1928)
Adam und Eva ist eine deutsche Stummfilmkomödie aus dem Jahre 1928 von Rudolf Biebrach mit Reinhold Schünzel, Elza Temáry und Valerie Boothby in den Hauptrollen.

## Handlung
Der Blumenhändler und Gärtner Adam und das Stubenmädchen Anna sind ein Paar. Beide arbeiten in einer Kleinstadt und waren bislang sehr glücklich miteinander. Dann aber schneit, oder doch eher hagelt, eine zweite Eva in Adams traute Zweisamkeit. Und die beginnt ihm rasch den Kopf zu verdrehen. Diese junge Frau heißt Klara, ist das genaue Gegenteil von der braven Anna und gibt vor, die neue Zofe im Haushalt von Annas Herrschaft zu sein. Doch irgendetwas stimmt da nicht. Die angebliche Zofe fährt mit einem schicken Auto vor und besitzt mehr elegante Garderobe in ebensolchen Koffern, als jede Herrschaft sie haben dürfte. Auch ihr Auftreten entspricht doch eher dem einer Vertreterin der Upper Class als einer Dienstbotin. Sie lässt die Anderen spüren, dass sie etwas Besseres sei. Damit macht sie sich bei ihrem Kollegen keine Freunde.
Von Anna ganz zu schweigen, denn offensichtlich hat diese Klara es auch noch auf Annas Herzbuben Adam abgesehen und wird somit zur Schlange im Paradies beider bisheriger trauter Zweisamkeit. Es kommt wie es kommen muss: Adam und Klara kommen sich näher als es sich geziemt und Adam meint nun, seine tugendsame Anna Klara zuliebe verlassen zu müssen. Dies bricht Anna das Herz, und sie plant den für ein Stummfilmmelodram nicht untypischen Abgang: Sie will sich das Leben nehmen, indem sie ins Wasser geht. Dann aber entscheidet sie sich um und hübscht sich à la Klara auf, um der aufdringlichen Rivalin Paroli zu bieten. Die aber hat in der Zwischenzeit längst das Interesse an Adam verloren, der ihr zu langweilig wurde, und so finden sich Adam und seine wahre Eva, die brave Anna, doch wieder zusammen während Klara wieder in diejenigen gesellschaftlichen Kreise entschwindet, die mehr zu ihr passen scheinen.

## Produktionsnotizen
Adam und Eva entstand im Frühjahr 1928 auf dem Freigelände der UFA in Neubabelsberg und im Riesengebirge. Der Film passierte am 21. Mai 1928 die Zensur und wurde mit Jugendverbot belegt. Am 16. Oktober 1928 lief der Film in Berlins UFA-Pavillon am Nollendorfplatz an. Der Streifen besaß sechs Akte, verteilt auf 2095 Metern Länge.
Hauptdarsteller Reinhold Schünzel hatte die künstlerische Oberleitung. Julius von Borsody und Artur Schwarz entwarfen die Filmbauten. Fritz Grossmann war Aufnahmeleiter.